# Country Ass Nigga
Country Ass Nigga è un brano musicale del cantante statunitense Nelly, a cui collaborano i rapper T.I. e 2 Chainz. Il singolo è stato prodotto da Drumma Boy.

## Tracce
Download digitale
1. Country Ass Nigga feat.T.I. & 2 Chainz - 4:17